# Avoine (Indre-et-Loire)
Avoine é uma comuna francesa na região administrativa do Centro, no departamento Indre-et-Loire. Estende-se por uma área de 12,61 km². Em 2010 a comuna tinha 1 841 habitantes (densidade: 146 hab./km²).